# Bien public impur
Pour les articles homonymes, voir Bien public (homonymie).
Les biens communs au sens de la théorie économique ne doivent pas être confondus avec les communs (biens ou ressources gérées collectivement.
Un bien public impur est un bien dont la consommation peut être : 
- rivale  et non exclusive[1]: on parle d'un bien commun.
- non rivale et exclusive : on parle de bien de club.

Un bien public impur se situe entre les deux extrêmes que sont les biens publics purs et les biens privés. 

## Exemples
Ce concept est relatif. À titre d'exemple :
- Une plage ou un paysage très apprécié peut provoquer des afflux tels qu'il y a congestion d'usage [1] et rivalité pour l'accès à ce bien.
- L'air est par exemple encore considéré comme un bien public pur, alors que l'eau quand elle vient à manquer parce que consommée par d'autres devient un bien public impur.
- Théoriquement, à la différence d'une pièce de théâtre, le patrimoine écrit et celui des œuvres d'art (peintes, gravées ou sculptées, hormis pour l' art éphémère) est – une fois qu'il est passé dans le domaine public – un bien public partageable, mais certains droits de reproduction ou des limitations d'accès à des documents anciens, précieux ou fragiles peuvent limiter l'accès du public à de nombreuses œuvres.
- L'électricité est un bien public impur[2].